# Manoir Chapuis
Le manoir Chapuis est un manoir située à Douvaine, en France.

## Localisation
Le manoir est situé dans le département français de la Haute-Savoie, sur la commune de Douvaine.

## Historique
L'édifice est inscrit au titre des monuments historiques en 1995.